# 금반초등학교 휴천분교
금반초등학교 휴천분교는 대한민국 경상남도 함양군 휴천면 동호화암로 331 (대천리)에 있었던 공립 초등학교이다

## 연혁
- 1927년 9월 1일 휴천공립보통학교(4년제) 설립인가, 개교(설립인가 6월 25일)
- 1937년 4월 1일 6년제 개편 인가
- 1938년 4월 1일 휴천공립심상소학교로 개칭
- 1941년 4월 1일 휴천공립국민학교로 개칭
- 1947년 4월 1일 휴천국민학교로 개명
- 1985년 3월 1일 병설유치원 개원
- 1994년 3월 1일 금반국민학교 분교장으로 격하 편입
- 1996년 3월 1일 금반초등학교 휴천분교로 개칭
- 1998년 3월 1일 본교인 금반초등학교로 통합[1]